# Однажды на матраце
«Одна́жды на матра́це» (англ. Once Upon a Mattress) — американский мюзикл на музыку Мэри Роджерс, слова Маршалла Бареры и либретто Джея Томпсона, Маршалла Бареры и Дина Фуллера. Сюжет основан на сказке Ханса Кристиана Андерсена «Принцесса на горошине». Мировая премьера состоялась 11 мая 1959 года в Офф-Бродвейском театре. Затем постановка переехала на Бродвей.

## История
Впервые «Однажды на матраце» предстал перед зрителем в виде короткой пьесы на сцене летнего лагеря для взрослых «Тамимент» в 1958 году. Чуть позже сценарий был разработан для бродвейской сцены. 11 мая 1959 года на Офф-Бродвее состоялась мировая премьера мюзикла в театре «Феникс». Первые отзывы о спектакле были смешанные, однако постановка имела устойчивую популярность. Это не могло не удивить критиков и актёров. Вскоре мюзикл перебрался в бродвейский театр «Элвин». Сменив несколько театров постановка завершила свой прокат в «Сент-Джеймс» 2 июля 1960 года.

## Награды и номинации

### Бродвей (1959)
| Год  | Премия | Категория           | Номинант(ы)   | Результат |
| ---- | ------ | ------------------- | ------------- | --------- |
| 1960 | «Тони» | Лучший мюзикл       |               | Номинация |
| 1960 | «Тони» | Лучшая женская роль | Кэрол Бёрнетт | Номинация |

### Бродвей (1996)
| Год  | Премия | Категория                  | Номинант(ы) | Результат |
| ---- | ------ | -------------------------- | ----------- | --------- |
| 1997 | «Тони» | Лучший возрождённый мюзикл |             | Номинация |